# Sebastian Koch
Sebastian Koch (Karlsruhe, 31 de maio de 1962) é um ator alemão.

## Biografia

### Infância
Koch nasceu em Karlsruhe, na Alemanha, e cresceu em Estugarda. Sua mãe o criou sozinha. De 1982 a 1985, estudou na Otto Falckenberg Schule em Munique, e se apresentou durante este tempo com o Theater der Jugend. Depois de apresentações em teatros locais, Koch começou a se apresentar em teatros na cidade de Berlim, em 1990.

### Carreira
Depois de sua aclamada interpretação como Andreas Baader no docudrama de Heinrich Breloer Todesspiel, Sebastian Koch começou a aparecer em muitos teledramas e longas-metragens. 
Seu primeiro grande trabalho veio em 2001, com Der Tanz mit dem Teufel - Die Entführung des Richard Oetker onde interpreta Richard Oetker e em Die Manns - Ein Jahrhundertroman. Koch recebeu o Grimme-Preis por ambos papéis, e se tornou o único ator a ter ganho o prêmio de duas produções diferentes em um ano. Por seu trabalho em Stauffenberg, ele foi indicado ao Deutscher Fernsehpreis de melhor ator, e recebeu um prêmio Golden Gong da revista Gong.
Em 2004, interpretou o arquiteto nazista Albert Speer no filme Speer und Er, dois anos depois em 2006, protagonizou o drama Das Leben der Anderen vencedor do Oscar de melhor filme estrangeiro. Em 2010, foi indicado a um Emmy Internacional de melhor ator, mas perdeu a estatueta para o britânico Bob Hoskins.
Junto com Bruce Willis, Jai Courtney e Yuliya Snigir, Koch estrelou o filme A Good Day to Die Hard em 2013.
Ele tornou-se membro da Academia de Artes e Ciências Cinematográficas, que concede o Oscar.

### Vida pessoal
Koch vive em Berlim e tem uma filha com a jornalista Birgit Keller. Ele também teve um relacionamento com a atriz Anna Schudt e com atriz holandesa Carice van Houten, que conheceu no set de Black Book.

## Filmografia
- Transit (1991) – Gerhardt
- Death Came As a Friend (1991, Telefilme) – Gerhard Selb, jovem
- The Duck Bros./Dog Days (1991–2011) – Stanley (voz)
- Cosimas Lexikon (1992) – Sven
- Der Mann mit der Maske (1994, Telefilme) – Bernd Schild
- Blutige Spur (1995, Telefilme) – Daniel
- Hart to Hart: Two Harts in 3/4 Time (1995, Telefilme) – Hans Ditsch
- Les Alsaciens ou les Deux Mathilde (1996, Minissérie) – Wismar
- Death Game (1997, Telefilme) – Andreas Baader
- Gloomy Sunday (1999) – Obersturmbannführer Eichbaum
- Das Tal der Schatten (1999) – von Sviet
- The Tunnel (2001) – Matthis Hiller
- Der Tanz mit dem Teufel (2001, Telefilme) – Richard Oetker
- Die Manns – Ein Jahrhundertroman (2001, Minissérie) – Klaus Mann
- Amen. (2002) – Rudolf Höss
- Napoleon (2002, Minissérie) – Marechal Jean Lannes
- Das fliegende Klassenzimmer (2003) – Robert 'Nichtraucher' Uthofft
- Two Days of Hope (2003, Telefilme) – Helmut Kaminski
- Princesse Marie (2004, Telefilme) – Rodolphe Löwenstein
- Stauffenberg (2004, Telefilme) – Claus von Stauffenberg
- Tödlicher Umweg (2004) – Philipp
- Speer und Er (2005, Telefilme) – Albert Speer
- The Shell Seekers (2006, Telefilme) – Cosmo
- The Lives of Others (2006) – Georg Dreyman
- Black Book (2006) – Ludwig Müntze
- Rudy: The Return of the Racing Pig (2007) – Thomas Bussmann
- In jeder Sekunde (2008) – Dr. Hans Frick
- Effi Briest (2009) – Geert von Instetten
- Sea Wolf (2009, Telefilme) – Wolf Larsen
- Manipulation (2011) – Harry Wind
- Unknown (2011) – Professor Bressler
- Camelot (2011, Minissérie) – Rei Uther
- Albatross (2011) – Jonathan
- The Weekend (2012) – Jens Kessler
- God Loves Caviar (2012) – Varvakis
- In the Shadow (2012) – Zenke
- Suspension of Disbelief (2012) – Martin
- A Good Day to Die Hard (2013) – Yuri Komarov
- October November (2013) – Andreas
- The Galapagos Affair: Satan Came to Eden (2013) – Heinz Wittmer (voz)
- Homeland (2015–2016, série de TV) – Otto Düring
- Eine Liebe für den Frieden – Bertha von Suttner und Alfred Nobel (2014, Telefilme) – Alfred Nobel
- The Danish Girl (2015) – Warnekros
- Bridge of Spies (2015) – Wolfgang Vogel
- Kalinka (2016) – Dieter Krombach
- Fog in August (2016) – Dr. Werner Veithausen
- Billionaire Ransom (2016) – Bobby Hartmann
- Bel Canto (2018)
- Never Look Away (2018)
- 11-11: Memories Retold (2018, Vídeo game) – Kurt (voz)
- The Name of the Rose (2019, Minissérie)
- The Defeated (2021 série de TV)
- Your Honor (2022, série de TV)